# جیمی گریوس

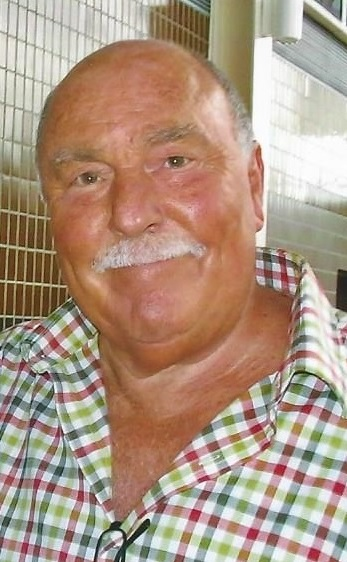
جیمی گریوس در سال ۲۰۰۷ (میلادی)

جیمی پیتر گریوز (انگلیسی: Jimmy Greaves؛ ۲۰ فوریه ۱۹۴۰–۱۹ سپتامبر ۲۰۲۱) بازیکن سابق تیم ملی فوتبال انگلیس، چلسی، آ.ث. میلان و تاتنهام بود. گریوز از بهترین گلزنان تاریخ باشگاه چلسی و تاتنهام است. او ۵۷ بازی ملی و ۴۴ گل ملی در کارنامه دارد و با پیراهن تاتنهام در ۳۲۱ بازی ۲۲۰ گل به ثمر رسانده‌است. گریوز بهترین گلزن تاریخ باشگاه تاتنهام است. جیمی گریوز با شش بار آقای گلی رکورددار آقای گلی در لیگ انگلیس است.
جیمی گریوز، مهاجم تیم ملی انگلستان و دومین گلزن برتر تاریخ تیم فوتبال تاتنهام است. گریوز قبل از حضور در تیم‌های فوتبال میلان، تاتنهام و وستهام کار خود را با چلسی آغاز کرد. او در ۳۷۹ بازی برای تاتنهام ۲۶۶ گل به ثمر رساند و با ۳۷ گل در سال ۱۹۶۲–۱۹۶۳ رکورد بیشترین گل در یک فصل را برای اسپرز در اختیار دارد. گریوز در تیم ملی انگلستان هم عملکردی فوق‌آلعاده داشت و طی تنها ۵۷ بازی ۴۴ گل در سال ۱۹۶۶ برای تیم ملی انگلستان به ثمر رساند. او بین برترین گلزنان تاریخ تیم ملی انگلستان پس از بابی چارلتون، گری لینکر و وین رونی، قرار دارد. گریوز در ۱۹ سپتامبر ۲۰۲۱ (۲۸ شهریور ۱۴۰۰)در ۸۱ سالگی درگذشت.